# Рейтинг Рунета
«Рейтинг Рунета» — аналитический проект, регулярно публикующий ежегодные рейтинги веб-студий, SEO-компаний, систем управлениями сайтами в российском сегменте интернета.
Предоставляет также вспомогательные сервисы для клиентов веб-студий, в частности проводит тендеры на разработку или продвижение сайта.

## Рейтинги веб-студий и SEO-компаний
Стартовали в 2009 году и стали одним из первых  общероссийских рейтинговых проектов для таких компаний.
Рейтинг веб-студий проводится на основе сравнения клиентских портфелей веб-студий (того количества и качества сайтов, которые разработала компания). Чем больше в портфолио компании актуальных проектов, чем выше их показатели авторитетности с точки зрения поисковых систем Яндекс и Google, тем выше место компании-разработчика в рейтинге.
Рейтинги веб-студий подразделяются на глобальные и локальные (по странам СНГ, федеральным округам и городам России). Также данные сортируются по типам интернет-проектов: корпоративные сайты, интернет-магазины, промосайты, порталы и сервисы, блоги, социальные сети.
Зарегистрироваться для участия в рейтинге может любая веб-студия, имеющая в своем клиентском портфеле не менее 10 актуальных проектов.
Рейтинг SEO-компаний основан на аналогичных принципах.
По словам Дмитрия Васильева, генерального директора компании NetCat, Рейтинг Рунета — это один из двух более-менее заметных рейтингов веб-студий на российском рынке, при чём в отличие от конкурирующего рейтинга Tagline его «в принципе … можно назвать адекватным объективным рейтингом».

## Рейтинг CMS
Рейтинг систем управления сайтами (CMS) строится на данных, предоставляемых веб-разработчиками из всех регионов России и ближнего зарубежья. В рейтинге участвуют CMS, у которых насчитывается не менее 30-ти внедрений.
Рейтинг CMS разбит на три части: коммерческие (или «коробочные») продукты, свободно-распространяемые разработки и студийные CMS, используемые только узким кругом разработчиков. «Рейтинг Рунета» также проводит отдельное ранжирование популярности CMS для основных типов сайтов: корпоративных, промо, интернет-магазинов, социальных сетей, блогов, порталов и сервисов.

## Конкурс сайтов
В 2010-м году был запущен конкурс сайтов «Рейтинг Рунета», проводимый среди профессиональных веб-разработчиков. Интернет-проекты представлены в 18 номинациях, в числе которых «СМИ», «Финансы, инвестиции», «Культура, искусство, общество», «Интернет-магазины», «Флеш-сайты», «Дизайн и реклама» и другие. На первом этапе за номинированные на конкурс работы могут голосовать все пользователи интернета, окончательные результаты подводит жюри. В состав жюри каждой номинации входят представители профильного бизнеса и эксперты рынка.